# ジョン・コールコット・ホーズリー

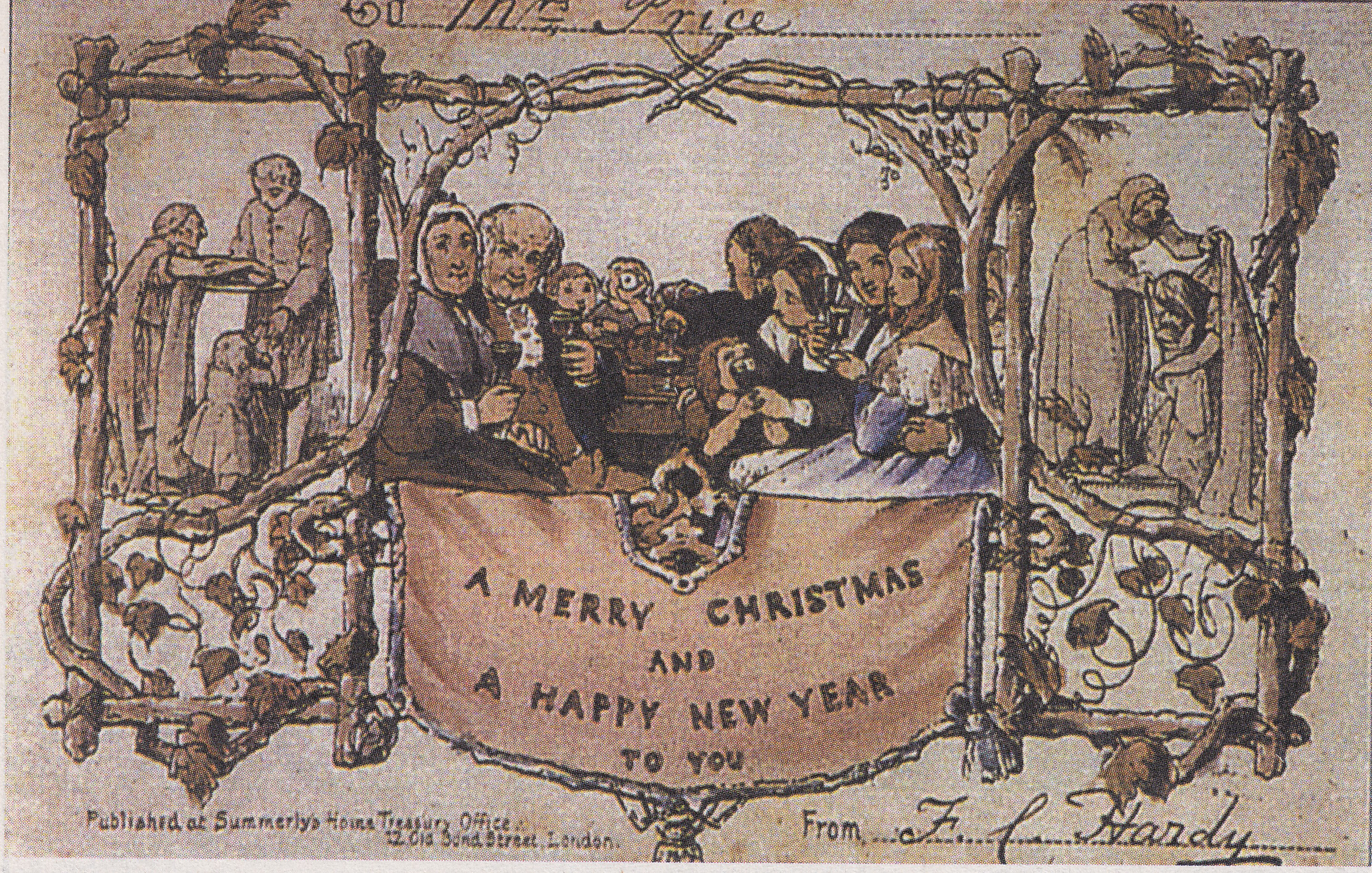
1843年にホーズリーがデザインした最初のクリスマスカードとされる絵葉書

ジョン・コールコット・ホーズリー（John Callcott Horsley RA、 1817年1月29日 – 1903年10月18日）はイギリスの画家、イラストレーターである。風俗画や歴史画を描いた。最初のクリスマス・カードや、切手のない時代にプリペイド式の封筒をデザインした人物ともされる。ケント州の農村、クランブルック(Cranbrook)に住んで住民の日常生活を描いた「クランブルック・アートコロニー」の画家の一人ともされる。

## 略歴
ロンドンで音楽家の息子に生まれた。ビクトリア女王からナイトに叙せられた、風景画家のオーガスタス・ウォール・コールコット(Sir Augustus Wall Callcott RA: 1779–1844) の親類であった。姉のエリザベス・ホーズリーは1836年に有名なエンジニア、イザムバード・キングダム・ブルネルと結婚した。
ウィリアム・マルレディやオーガスタス・ウォール・コールコットから美術を学び、13歳からロンドンのシャーロット・ストリートのヘンリー・サス(Henry Sass)の美術学校に入学し、美術学校で、ウィリアム・フリスと知り合った。その後、ロイヤル・アカデミー・オブ・アーツで学び、トーマス・ウェブスター(Thomas Webster:1800–1886)とも知り合い、生涯を通じての友人になった。ウェブスターは1850年代に「クランブルック・アートコロニー」で活動を始めたフレデリク・ダニエル・ハーディ、ジョージ・ハーディの兄弟の母方の親類で、ホーズリーも、ウェブスターに誘われて、クランブルックを訪れ、ハーディらに影響を与えることになった。1861年にロンドンの邸の改修中にはクランブルックに住んだ。
1836年にロイヤル・アカデミー・オブ・アーツの展覧会に作品を出展した。1846年に結婚し3人の子供が生まれたが、1852年に妻が亡くなり、残された子供たちも1857年までに病死した。1854年に実業家の娘と再婚し、新しい妻との間に7人の子供が生まれた。
1855年にロイヤル・アカデミーの準会員になり、1864年に正会員になった。1875年からアカデミーの学長(rector)になり、1882年から1897年の間は会計係(treasurer)を務めた。
いくつかの書籍の挿絵を描き、公共施設の壁画も描き、ウェストミンスター宮殿の壁画を描く6人の画家の1人に選ばれた 。
1897年にアカデミーの仕事から引退し、1903年にロンドンで亡くなった。
知られているホーズリーのエピソードのひとつは、1843年に、友人の実業家、芸術愛好家のヘンリー・コール(Sir Henry Cole FRSA: 1808 – 1882) の依頼で、世界初のクリスマス・カードをデザインしたことで、「A Merry Christmas and a Happy New Year to You」という現在に続く常套句と、ワインのグラスを掲げる家族をデザインし、これは1000枚ほど印刷された。当時の子供の飲酒を禁止する運動のあるなか、そのデザインは論争を呼ぶことになったが、クリスマス・カードの習慣は定着することになった。またアカデミーでの授業にヌード・モデルを使うのに反対し「Clothes-Horsley」と仇名された。
再婚した妻との間の息子には画家になった、ウォルター・チャールズ・ホーズリー(Walter Charles Horsley: 1855-1934)や脳外科の先駆者として有名な医師のヴィクトル・ホーズリー(Sir Victor Horsley FRS FRCS: 1857–1916)がいる。

## 作品

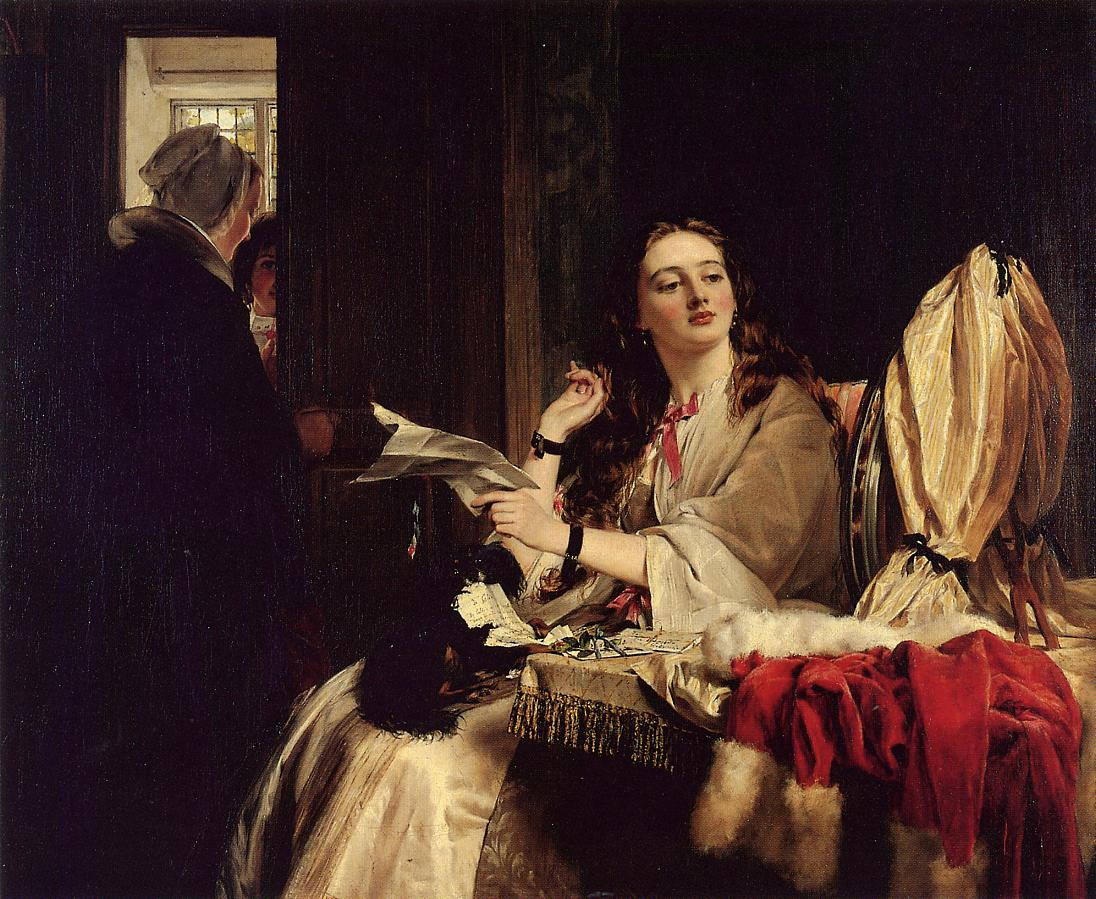
"St. Valentine's Day"
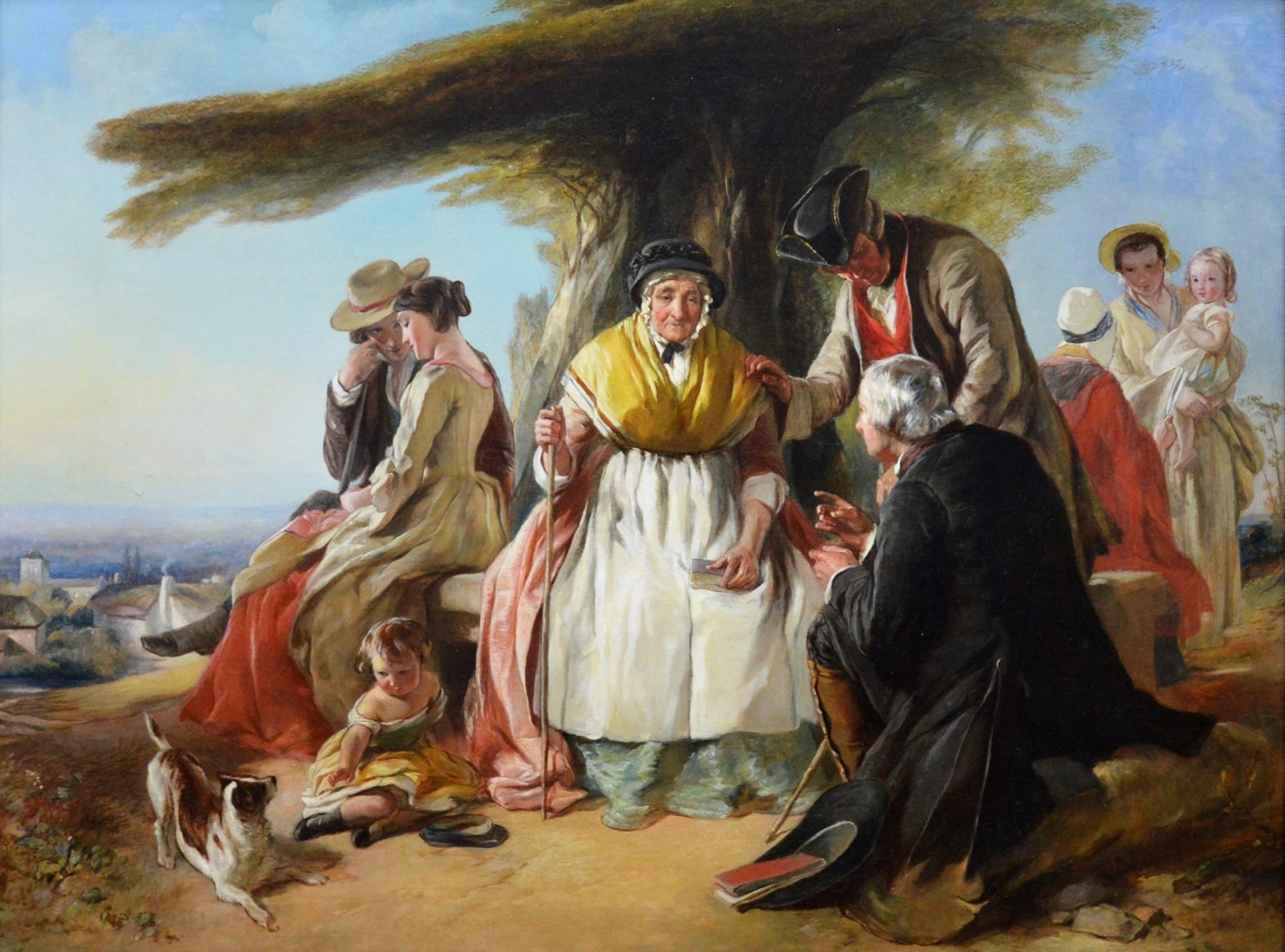
"Youth and Age"
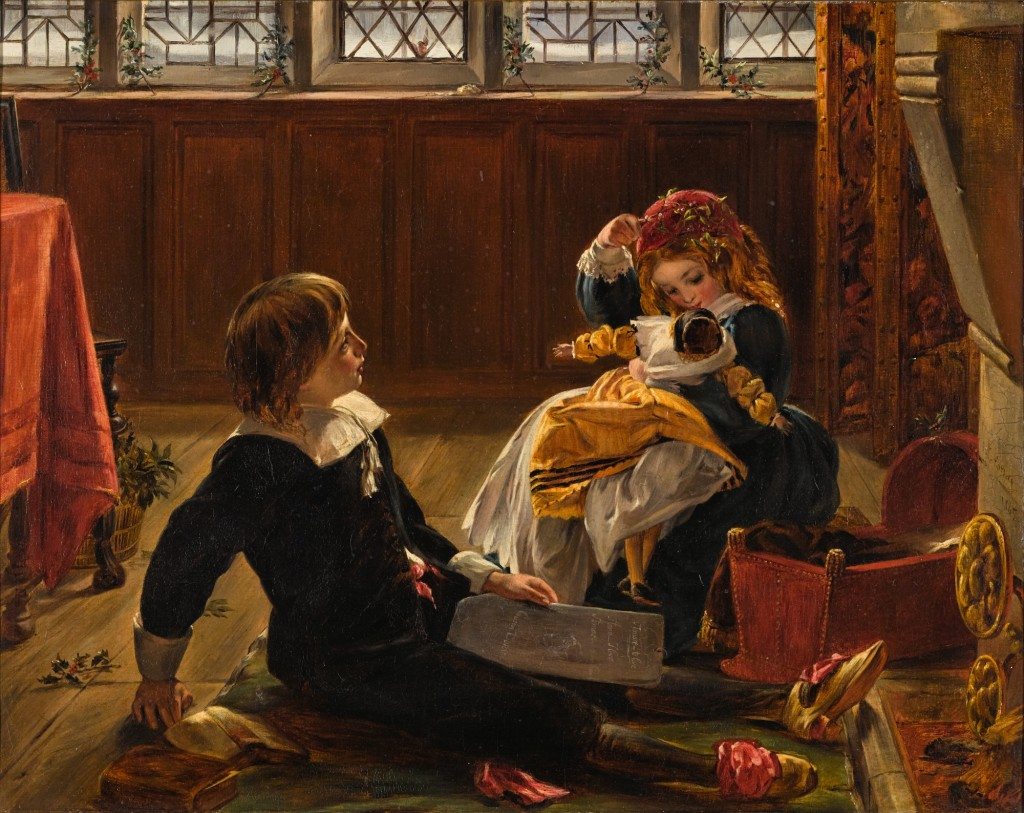
"Under the mistletoe"

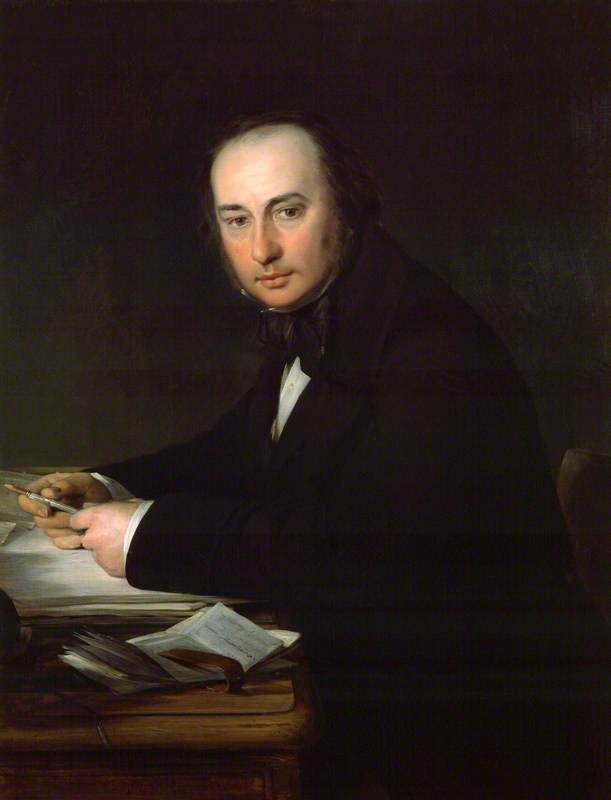
イザムバード・キングダム・ブルネル
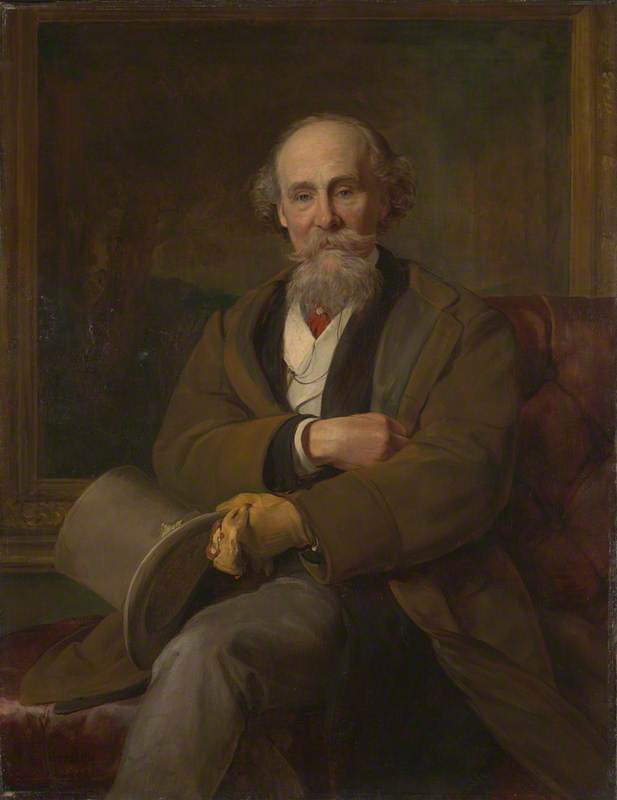
Martin Colnaghi-画商
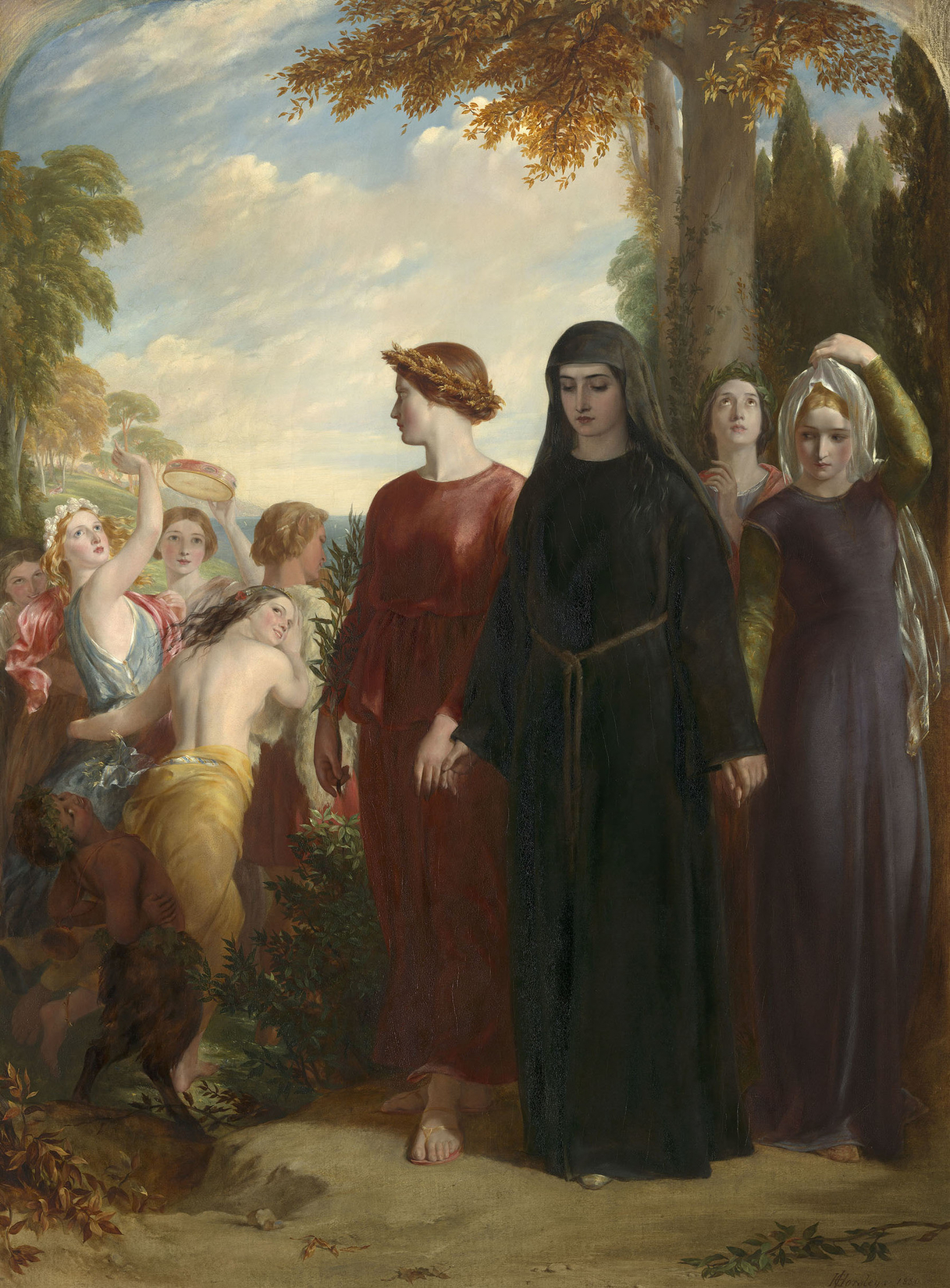
快活の人、沈思の人
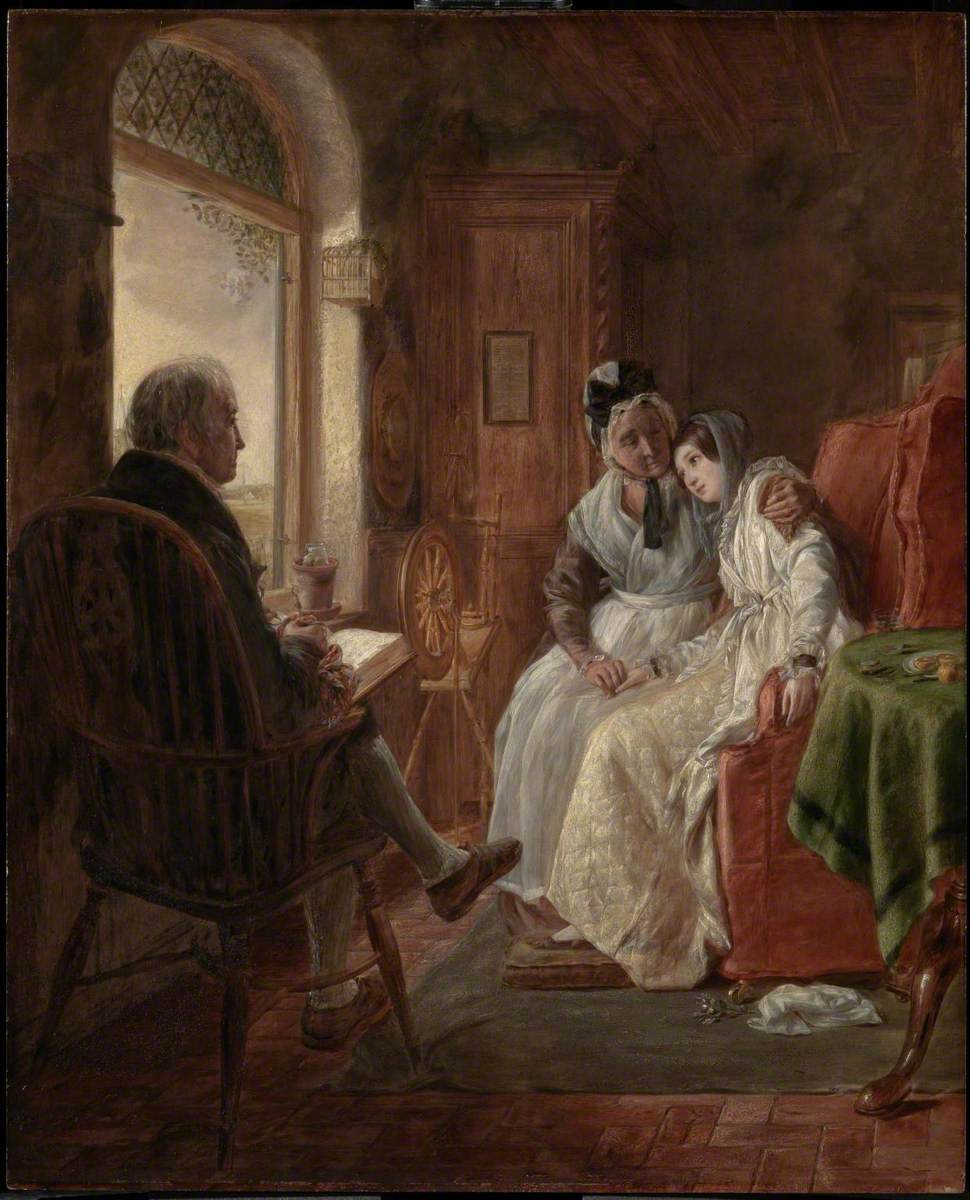
村の誇り

## 関連文献
- Horsley, J. C. Recollections of a Royal Academician (London: J. Murray, 1903).